# Małgorzata Kubiak
Małgorzata Kubiak, z d. Siewruk (ur. 5 czerwca 1959 w Lublinie) – polska koszykarka, występująca na pozycji rozgrywającej, mistrzyni i reprezentantka Polski.

## Kariera sportowa
Jest wychowanką Startu Lublin, z którym w sezonie 1977/1978 występowała w II lidze. W sezonie 1978/1979 debiutowała w ekstraklasie, w barwach AZS Lublin, w latach 1979–1985 była zawodniczką AZS Poznań. Od 1985 występowała w Olimpii Poznań, z którą zdobyła mistrzostwo Polski w 1993 i 1994 oraz brązowy medal mistrzostw Polski w 1990, 1991 i 1992. W 1993 wystąpiła w finale Pucharu Ronchetti (2 miejsce), w 1994 w Final Four Pucharu Europy (3 miejsce).
Z reprezentacją Polski kadetek zajęła 5. miejsce na mistrzostwach Europy w 1976, z reprezentacją Polski juniorek wicemistrzostwo Europy w 1977. W reprezentacji Polski seniorek wystąpiła w 65 spotkaniach, w tym na mistrzostwach Europy w 1987 (10 miejsce).
Startowała także z sukcesami w zawodach weteranów (tzw. maxibasketball), zdobywając mistrzostwo świata w kategorii +40 lat w 2005, wicemistrzostwo Europy w kategorii + 40 lat w 2006, +45 lat w 2008.